# エリック・イウェイゼン
エリック・イウェイゼン（Eric Ewazen、1954年3月1日 - ）はアメリカ合衆国の作曲家。

## 来歴
オハイオ州クリーブランドに生まれ、ミルトン・バビット、サミュエル・アドラー、ウォーレン・ベンソン、ジョゼフ・シュワントナー、ガンサー・シュラーに作曲を学び、ロチェスター大学イーストマン音楽学校で学士を、ジュリアード音楽院で修士と博士を取得した。
ニューヨーク・フィルハーモニックの「音楽との出会い」シリーズの講師、国際現代音楽協会の副会長、セントルークス管弦楽団のコンポーザー・イン・レジデンスなどを務めた。1980年からはジュリアード音楽院で教職に就いている。

## 主要作品

### 管弦楽曲
- 室内交響曲 (Chamber Symphony)

### 協奏曲
- シャドウキャッチャー (Shadowcatcher, for Brass Quintet and Orchestra/Wind Ensemble/Piano)
- ダンサンテ (Danzante, for Trumpet and Wind Ensemble)

### 吹奏楽曲
- 死者と生者のための賛歌 (A Hymn for the Lost and the Living)

### 室内楽曲
- グランド・キャニオン (Grand Canyon Octet, for 8 Horns)
- バストロンボーンとトロンボーン・クワイアのための小協奏曲 (Concertino for Bass Trombone and Trombone Choir)
- トロンボーンとピアノのためのソナタ (Sonata for Trombone and Piano)